# Toró
Rafael Ferreira Francisco, detto Toró (Rio de Janeiro, 13 aprile 1986), è un ex calciatore brasiliano, di ruolo centrocampista.

## Carriera

### Club
Dopo aver giocato nel settore giovanile, debutta per il Fluminense nel 2004; dopo due stagioni il contratto con la società non venne rinnovato. Nel 2006 fu acquistato dal Flamengo e conquistò il posto da titolare; dopo la Coppa del Brasile 2006 diventò una riserva.
All'inizio del 2007, Joel Santana gli cambia ruolo, da centrocampista offensivo a mediano, reintegrandolo fra i titolari; nel 2008, con l'arrivo Caio Júnior, la sua condizione di titolare fu nuovamente messa in discussione, e nel 2009 l'ha persa con l'arrivo di Willians.
Il 22 dicembre 2010 firma un triennale con l'Atletico Mineiro.

## Palmarès

### Club

#### Competizioni statali
- Campionato Carioca: 3

Flamengo: 2007, 2008, 2009
- Taça Guanabara: 2

Flamengo: 2007, 2008
- Taça Rio: 1

Flamengo: 2009
- Campionato Mineiro: 1

Atlético Mineiro: 2012

#### Competizioni nazionali
- Coppa del Brasile: 1

Flamengo: 2006
- Campionato brasiliano: 1

Flamengo: 2009